# Willi Lucke
Willi Lucke (* 16. Juni 1913 in Rochlitz; † 9. Juli 2011 in München) war ein deutscher Politiker (CSU).

## Leben
Lucke besuchte die Volks- und Bürgerschule und arbeitete anschließend in der Textilindustrie. 1937 wurde er Kreisparteisekretär der Deutschen Christlich-Sozialen Volkspartei im Sudetenland, ein Jahr später wurde er Bezirksleiter der christlichen Gewerkschaften, jenen Posten verlor er jedoch früh, nachdem das Sudetenland an das Deutsche Reich angeschlossen wurde. Nachdem er am Zweiten Weltkrieg teilnahm und in Kriegsgefangenschaft saß, ließ er sich nach der Entlassung in Bayern nieder und wurde dort Sozialreferent der Katholischen Jungen Mannschaft. Später war er Sekretär des Bundestagsabgeordneten Hans Schütz, 1962 wurde er dessen Angestellter und persönlicher Referent im Bayerischen Staatsministerium für Arbeit.
Bei der CSU war Lucke stellvertretender Vorsitzender des Ortsverbandes München 38 für Allach-Untermenzing sowie des Kreisverbandes München 11. Außerdem war er Landesvorsitzender der Union der Vertriebenen und in der Christlich-Sozialen Arbeitnehmerschaft tätig. Von 1966 bis 1974 gehörte er dem Bayerischen Landtag an. 1978 wurde er Vorsitzender des Bezirksausschusses  München-Allach.